# Remo Versaldi
Remo Versaldi (Novara, 11 settembre 1910 – Novara, 21 agosto 1991) è stato un calciatore italiano, di ruolo interno.

## Carriera
Fu una bandiera del Novara per quasi due decenni; dei piemontesi, in virtù del suo tiro potente, è tra i marcatori più prolifici; ebbe occasione di disputare per quattro volte la Serie A con la compagine piemontese. Nella stagione 1929-1930, la prima a gironi unici per Serie A e Serie B, segnò il primo gol stagionale, pochissimi secondi dopo il fischio d'inizio dell'arbitro.
Per ricordarlo all'indomani della scomparsa, la sua squadra fece osservare un minuto di silenzio in occasione della gara di Coppa Italia Serie C contro lo Spezia.

## Statistiche

### Statistiche

#### Presenze e reti nei club
| Stagione       | Club           | Campionato | Campionato | Campionato |
| Stagione       | Club           | Serie      | Presenze   | Reti       |
| -------------- | -------------- | ---------- | ---------- | ---------- |
| 1929-30        | Novara         | B          | 31         | 15         |
| 1930-31        | Novara         | B          | 19         | 5          |
| 1931-32        | Novara         | B          | 0          | 0          |
| 1932-33        | Novara         | B          | 29         | 8          |
| 1933-34        | Novara         | B          | 23         | 8          |
| 1934-35        | Novara         | B          | 28         | 6          |
| 1935-36        | Novara         | B          | 32         | 7          |
| 1936-37        | Novara         | A          | 19         | 2          |
| 1937-38        | Novara         | B          | 30         | 5          |
| 1938-39        | Novara         | A          | 23         | 2          |
| 1939-40        | Novara         | A          | 21         | 5          |
| 1940-41        | Novara         | A          | 23         | 2          |
| 1941-42        | Novara         | B          | 33         | 7          |
| 1942-1943      | Novara         | B          | 24         | 0          |
| 1945-46        | Novara         | B-C        | 5          | 0          |
| 1946-47        | Novara         | B          | 2          | 0          |
| Totale Serie A | Totale Serie A |            | 86         | 11         |

## Palmarès

### Giocatore

#### Competizioni nazionali
- Serie B: 1

Novara: 1937-1938